# Bernard Orcel
Bernard Orcel (* 2. April 1945 in Alpe d’Huez) ist ein ehemaliger französischer Skirennläufer. Er war vor allem in Abfahrtsrennen erfolgreich, fuhr aber auch Riesenslaloms und Slaloms.

## Biografie
Ein erster Höhepunkt in Orcels Karriere waren die im Sommer stattfindenden Weltmeisterschaften 1966 im chilenischen Portillo, wo er Sechster der Abfahrt wurde. Ab 1967 nahm er an den Rennen des neu geschaffenen Weltcups teil, am 3. März 1967 erzielte er als Dritter der Abfahrt von Sestriere den ersten Podestplatz. Bei den Olympischen Winterspielen 1968 fuhr er in der Abfahrt auf den achten Platz. Zwei Wochen später, am 24. Februar 1968, konnte er die Weltcup-Abfahrt in Chamonix gewinnen – dies sollte jedoch sein einziger Sieg bleiben.
Orcels erfolgreichste Saison war 1970/71. In diesem Winter war er nie schlechter als auf dem achten Platz klassiert und belegte schließlich in der Abfahrts-Weltcupwertung hinter dem Schweizer Bernhard Russi den zweiten Platz. Nach den Olympischen Spielen 1972 trat er vom Spitzensport zurück.

## Erfolge

### Olympische Spiele
- Grenoble 1968: 8. Abfahrt
- Sapporo 1972: 16. Abfahrt

### Weltmeisterschaften
- Portillo 1966: 6. Abfahrt
- Gröden 1970: 37. Abfahrt

### Weltcup
- Saison 1967: 6. Abfahrtswertung
- Saison 1968: 4. Abfahrtswertung
- Saison 1968/69: 7. Riesenslalomwertung
- Saison 1969/70: 5. Abfahrtswertung
- Saison 1970/71: 9. Gesamtwertung, 2. Abfahrtswertung
- 12 Podestplätze, davon 1 Sieg:

| Datum            | Ort      | Land       | Disziplin |
| ---------------- | -------- | ---------- | --------- |
| 24. Februar 1968 | Chamonix | Frankreich | Abfahrt   |